# 賀頎
賀頎，安徽省安慶府宿松縣人，清朝政治人物、同進士出身。
光緒六年（1880年），参加庚辰科殿試，登進士三甲第75名。同年五月，著分部學習。